# Wolff–Parkinson–White-szindróma

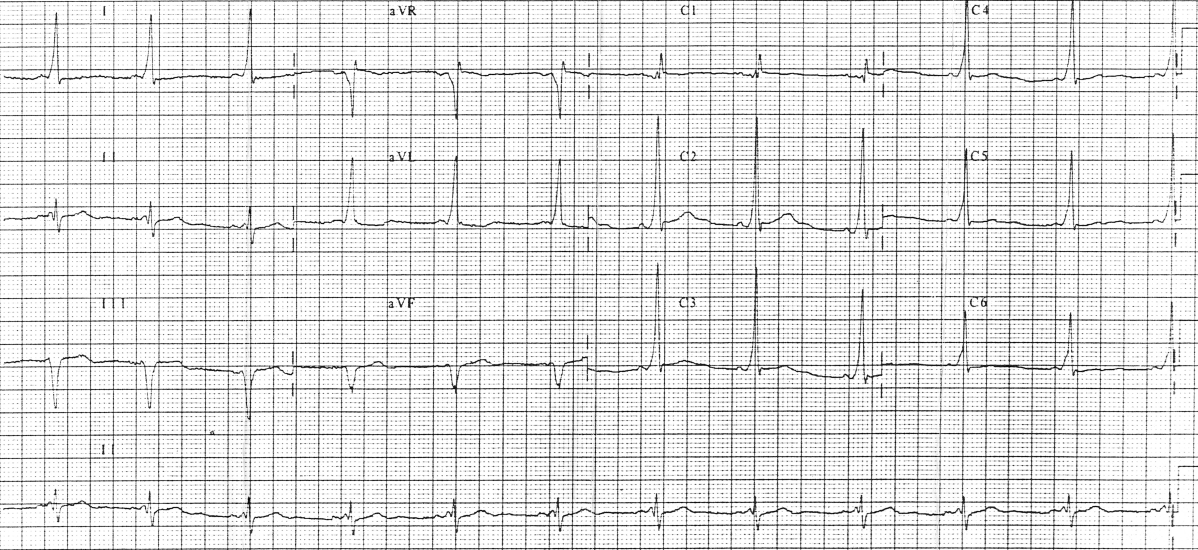
Wolff–Parkinson–White-szindróma EKG-n

A Wolff–Parkinson–White-szindróma (rövidítve: WPWS vagy WPW)  olyan szívritmuszavar, melyben az elektromos impulzusok egy járulékos ingervezetési nyalábon jutnak a pitvarból a kamrába az AV-csomó helyett. A lenti képeken (egyiken nyíllal jelölve) látszik a járulékos nyaláb által okozott elektromos zavar, avagy preexcitáció, mely az EKG-n abnormális emelkedésként (ú.n. delta-hullám) mutatkozik.
Ennek fő veszélye pitvarfibrilláció esetén van. Egészséges emberben a pitvari magas frekvenciát a pitvar és kamra közti kötőszövetes gyűrűköteg (anulus fibrosus) elzárja a kamráktól, fenntartva a kamra normál ütemű működését. Viszont a járulékos nyaláb ezen átlépve képes lehet a magas frekvenciát átadva kamrafibrillációt okozni, amely életveszélyes, defibrillációt igénylő állapot.
A WPWS leggyakoribb a járulékos ingerületvezető nyaláb által okozott megbetegedések között. Bár ez a járulékos nyaláb az ember születésétől jelen van, ám impulzusokat csak bizonyos esetekben vezet át. Előfordul, hogy már egyéves korban jelentkeznek az első tünetek.

## Tünetei és kórisméje
A Wolff–Parkinson–White-szindróma nagyon gyors szívműködéssel járó epizódokat okozhat, hirtelen fellépő tünetekkel. Gyakran erős fizikai terhelés közben lép fel. Időtartama néhány perctől kezdve akár órákig is eltarthat (12 óránál hosszabban csak ritkán). Az utóbbi esetben a csecsemőknél szívelégtelenség alakulhat ki. Néha nehéz légzés, letargia, étvágytalanság, illetve gyors, látható mellkasi pulzáció észlelhető.

## Kezelése
Az aritmiás epizódok gyakran megállíthatók bizonyos orvosi manőverekkel. Ennek hiányában gyógyszerek (pl. intravénás verapamil vagy adenozin adása) fékezhetik meg az aritmiát. Csecsemőknek és tízéves kor alatti gyermekeknek digoxin adható. 
A járulékos vezetési nyaláb katéteres ablációval való roncsolása az esetek túlnyomó részében sikeres. (Ez főleg fiatal embereknél lehet hasznos, akiknek különben az életük végéig gyógyszert kellene szedniük.) 